# Alexandru Papiu
Alexandru Papiu (n. 24 octombrie 1860, Asinip, România – d. 18 iunie 1930, Cluj, România) a fost un deputat în Marea Adunare Națională de la Alba Iulia, organismul legislativ reprezentativ al „tuturor românilor din Transilvania, Banat și Țara Ungurească”, cel care a adoptat hotărârea privind Unirea Transilvaniei cu România, la 1 decembrie 1918.

## Biografie
Se naște la data de 24 octombrie 1860 în comuna Asinip, județul Alba. Își începe studiile la Liceul din Blaj, obținând testimoniul de maturitate la 7 iulie 1881. Era foarte sărac, susținându-se financiar de unul singur în timpul anilor de studiu. La 1 noiembrie 1881 întră în seminarul teologic de la Blaj, unde studiază până la 1885.
După terminarea studiilor teologice devine învățător la Școala Greco-Catholică din Abrud. Este numit preot în parohia munților Apuseni. În 1893 asistă la terminarea bisericii parohiale din Bistra Mureșului.
În 1908 este numit paroh și protopop în parohia de pe valea Mureșului, având sediul la Iernut. Moare în casa fiicei sale Lucreția la vârsta de 70 de ani, fiind înmormântat în cimitirul bisericii greco-catolice din Iernut.

## Activitate politică
La Marea Adunare Națională de la Alba Iulia, acesta ia parte nu doar ca deputat ci și ca președinte al sfatului comunal. În 1921 este ales senator al României Mari, reprezentând județul Târnava Mică.